# Heroldsreuth
Heroldsreuth (oberfränkisch: Hialasroat) ist ein Gemeindeteil der Stadt Pegnitz im Landkreis Bayreuth (Oberfranken, Bayern). Heroldsreuth liegt in der Gemarkung Hainbronn.

## Lage
Die Einöde liegt nördlich des Rosenbergs (458 m ü. NHN). Ein Anliegerweg führt 400 Meter südlich zu einer Gemeindeverbindungsstraße, die westlich nach Stein bzw. östlich an der Weidelwangermühle vorbei nach Weidlwang zur Staatsstraße 2162 verläuft.

## Geschichte
Der Ort wurde 1119 als „Heroltesreut“ erstmals schriftlich erwähnt. Der Ort gehörte zu den Ausstattungsgütern des Klosters Michelfeld und ist der Lage nach wohl eine späte Ausbausiedlung, die erst zu dieser Zeit erfolgte. Der dem Ortsnamen zugrundeliegende Flurnamen bedeutet Rodung eines Herolds.
Mit dem Gemeindeedikt (frühes 19. Jahrhundert) wurde Heroldsreuth dem Steuerdistrikt Hainbronn und der Ruralgemeinde Hainbronn zugewiesen. Am 1. Mai 1978 wurde Heroldsreuth im Zuge der Gebietsreform in Bayern nach Pegnitz eingegliedert.